# Гайнц-Елер Бойке
Гайнц-Елер Бойке (нім. Heinz-Ehler Beucke; 12 січня 1904, Берлін — 23 травня 1979) — німецький офіцер-підводник, капітан-цур-зее крігсмаріне.

## Біографія
1 квітня 1922 року вступив на флот. З 6 січня 1926 року — офіцер взводу на лінкорі «Ганновер». З 1 березня 1927 року служив на навчальному кораблі «Сілезія». З 27 вересня 1927 року — офіцер взводу 2-го дивізіону корабельних гармат на Північному морі у Вільгельмсгафені. З 26 жовтня 1928 року служив на різних посадах, в тому числі на легкому крейсері «Нюрнберг».
З 3 вересня 1939 року — референт Управління морської війни ОКМ. З квітня 1940 року — 3-й офіцер Адмірал-штабу при командувачі-адміралі на західному узбережжі Норвегії, з серпня 1940 року — при командуванні групи ВМС «Захід». З 31 березня по серпень 1941 року пройшов курс підводника, з 1 вересня по 5 жовтня 1941 року — курс командира підводного човна. В жовтні 1941 року направлений на будівництво підводного човна U-173. З 15 листопада 1941 року — командир U-173, на якому здійснив 1 похід (15 червня — 20 вересня 1942). В жовтні 1942 року був знятий з фронту, оскільки обидва брати Бойке загинули і він залишився єдиним членом сім'ї. З листопада 1942 року — офіцер штабу 2-го адмірала підводного флоту в Кілі. З лютого 1943 року — начальник штабу командувача-адмірала підводними човнами в Кілі. З червня 1943 року — начальник командного відділу управління квартирместера Управління морської війни ОКМ. З серпня 1944 року — 1-й офіцер керівного штабу головнокомандування ВМС «Північ». 8 травня 1945 року взятий в полон британськими військами. 18 квітня 1947 року звільнений.

## Звання
- Рекрут (1 квітня 1922)
- Матрос (4 жовтня 1922)
- Кандидат в офіцери (1 квітня 1923)
- Фенріх-цур-зее (1 квітня 1924)
- Лейтенант-цур-зее (1 жовтня 1926)
- Оберлейтенант-цур-зее (1 липня 1928)
- Капітан-лейтенант (1 жовтня 1934)
- Корветтен-капітан (1 квітня 1938)
- Фрегаттен-капітан (1 квітня 1942)
- Капітан-цур-зее (1 червня 1943)

## Нагороди
- Медаль «За вислугу років у Вермахті» 4-го і 3-го класу (12 років)
- Залізний хрест 2-го класу (9 травня 1940)
- Нагрудний знак підводника (21 вересня 1942)